# Église de l'Intercession-de-la-Mère-de-Dieu de Gorodets
Pour les articles homonymes, voir Église de l'Intercession-de-la-Mère-de-Dieu.
L'église de l'Intercession-de-la-Mère-de-Dieu (Це́рковь Покрова́ Пресвято́й Богоро́дицы) est une église orthodoxe sise dans la ville de Gorodets en Russie. Elle dépend de l'éparchie de Gorodets (dans le nord de l'oblast de Nijni Novgorod) de l'Église orthodoxe russe.

## Description

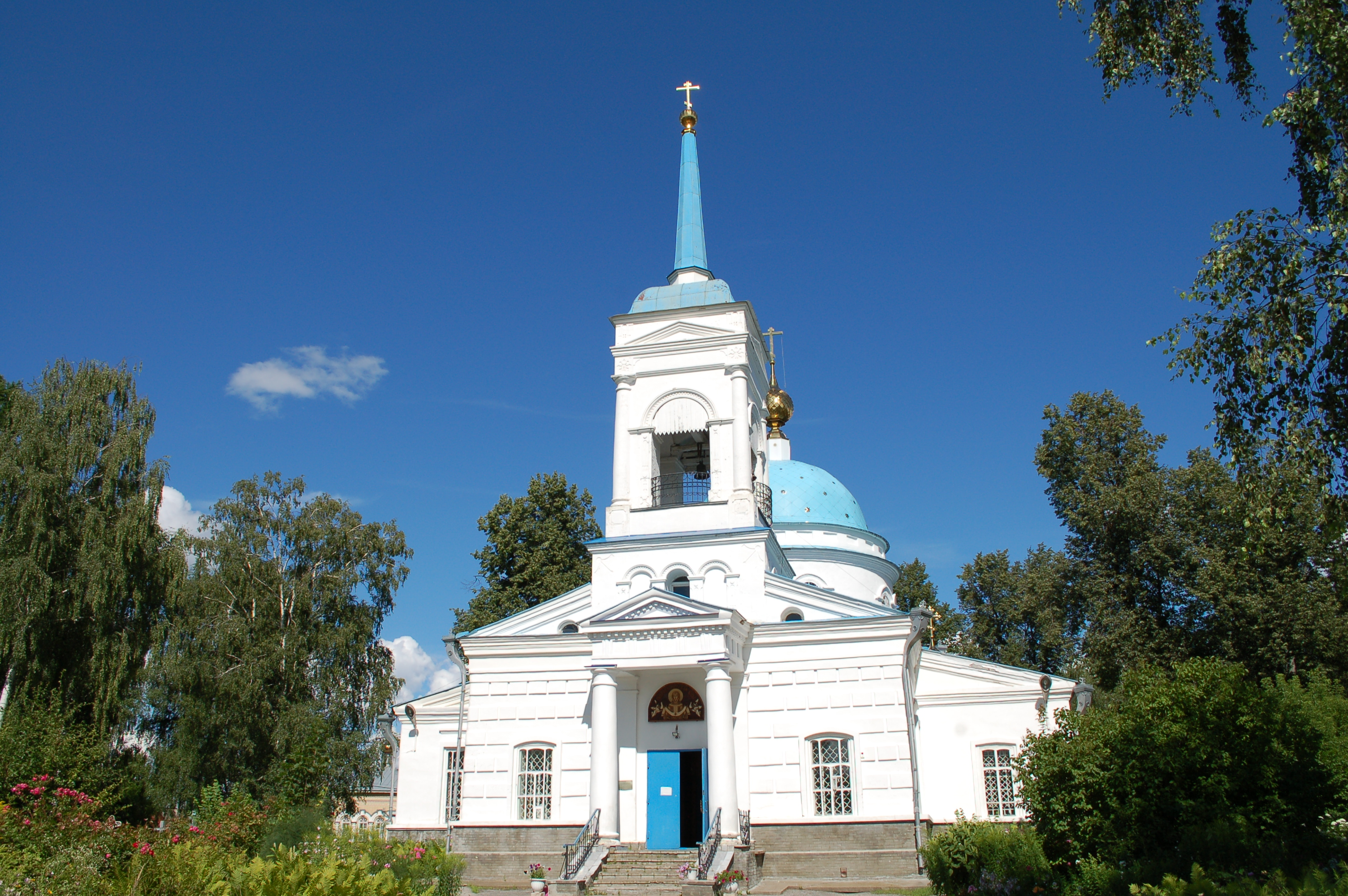
Façade Ouest.

C'est une église à une coupole dans le style néoclassique avec une église-réfectoire à deux autels (Notre-Dame de Kazan et Touseles Saints), ainsi qu'un clocher surmonté d'une flèche. Son côté Nord est orné d'un portique à la grecque et son porche d'entrée d'un portique distyle.

## Histoire
L'église de l'Intercession est construite en 1824 par souscription auprès des paroissiens en l'honneur de la victoire de la Guerre patriotique de 1812. Les plans sont de la main de l'architecte Ivan Efimov. L'église se présente à Gorodets comme le premier monument d'importance de brique de style néoclassique dans cette ville. Elle est affiliée alors au monastère Féodorovski de Gorodets.
L'église est fermée en 1940  par les autorités communistes locales et sert de dépôt, en particulier de sel.

### Renaissance
L'église est restaurée de 1984 à 1992. Les cérémonies liturgiques reprennent à partir du 14 octobre 1992. L'église est consacrée de nouveau par le métropolite de Nijni Novgorod, Nicolas (Koutepov), en 1996.
L'église est décorée de fresques intérieures en 2003 par des maîtres fresquistes de Palekh.